# سرناي

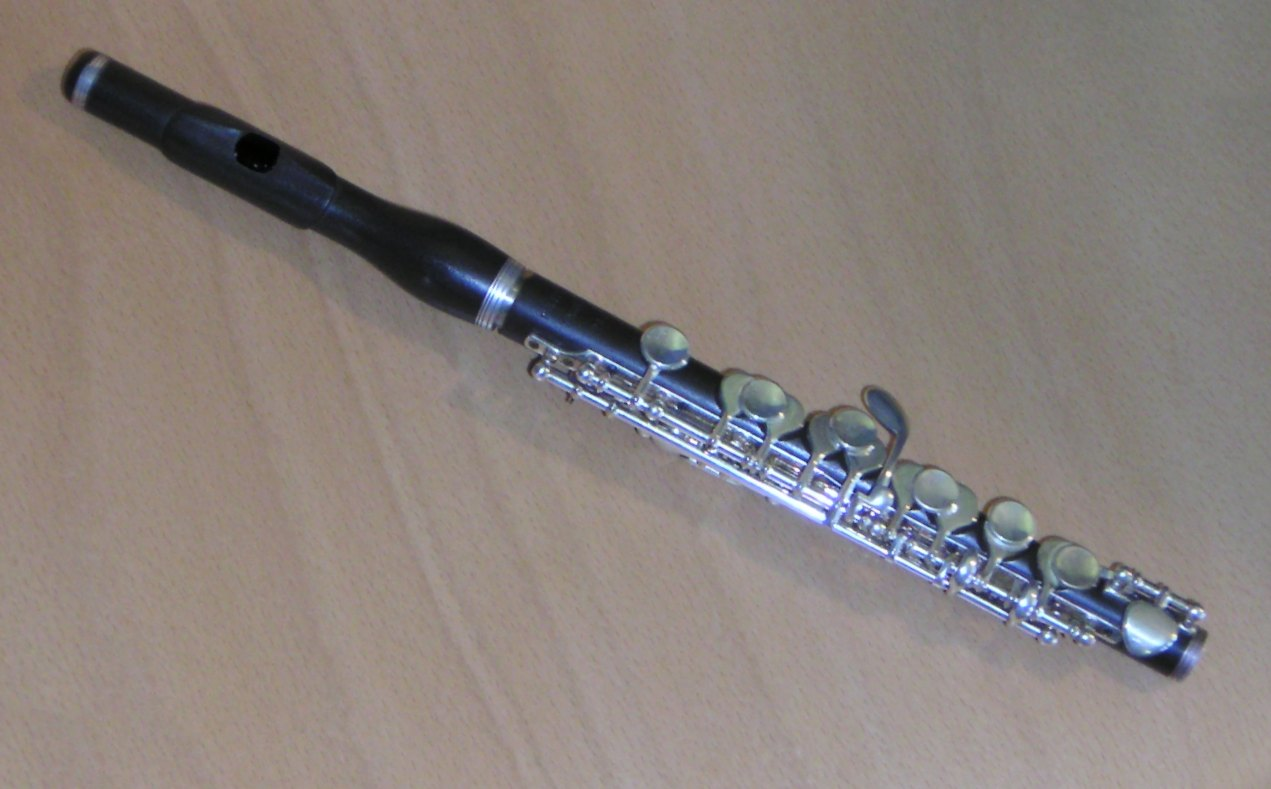
السُّرناي

السُّرناي (بيكولو نقحرة من الإيطالية Piccolo بمعنى صغير ولكنه يسمى ottavino في إيطاليا) هي آلة موسيقية، وهي صنف صغير الحجم من آلة النفخ المسماة فلوت.

## المصدر
- بيكولو - الموسوعة العربية الميسرة، 1965